# Танн (Баварія)
Танн (нім. Tann) — громада в Німеччині, розташована в землі Баварія. Підпорядковується адміністративному округу Нижня Баварія. Входить до складу району Ротталь-Інн. Центр об'єднання громад Танн.
Площа — 37,55 км2. Населення становить 3987 ос. (станом на 31 грудня 2020).